# Ty Illtud

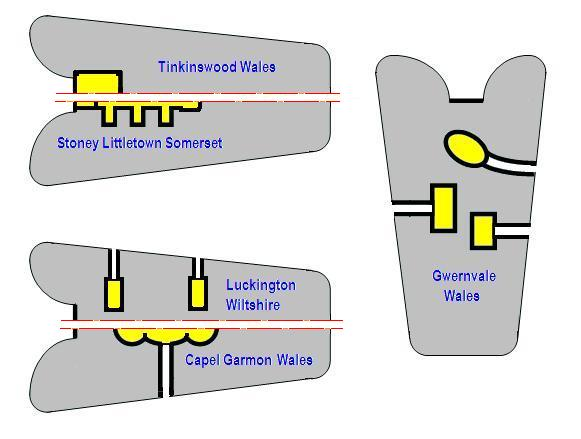
Ty Illtud entsprach weitgehend der Abbildung oben links

Das Cotswold Severn Tomb von Ty Illtud (walisisch Haus des hl. Illtyd; auch „Ty Illtyd“, „Maen Iltyd“ oder „Ty Elltud“ genannt) liegt in Llanhamlach, östlich von Brecon, in Brecknockshire in Wales, auf einem nach Westen gerichteten Bergrücken nördlich der Manest Court Farm.

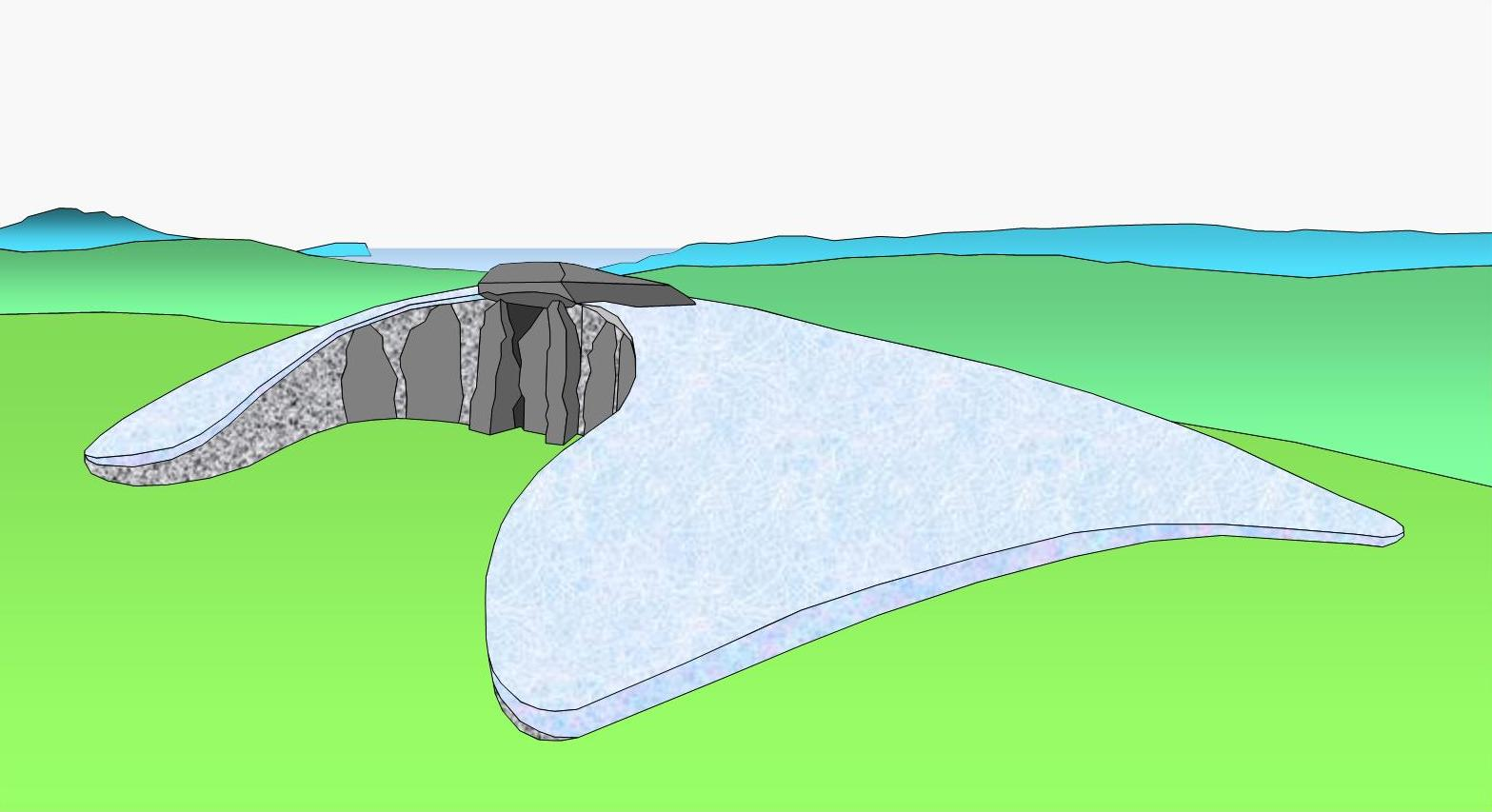
Schema Cotswold Severn Tomb

Obwohl die Megalithanlage vom Typ Cotswold Severn Tomb in die Black Mountains-Gruppe eingestuft wurde, liegt sie abgelegen in den Brecon Beacons mit Blick auf das Überschwemmungsgebiet des Usk. Kammer und Deckstein sind in Richtung des 886 m hohen Pen y Fan, des höchsten Punktes der Beacons, ausgerichtet.
John Aubrey (1626–1697) untersuchte den Ort im 17. Jahrhundert. Spätere Untersuchungen nahm Edward Lhuyd (1660–1709) vor, der das Denkmal als mit Tragsteinen, einem großen flachen Deckstein und Felsritzungen zu beiden Seiten der rechteckigen Kammer beschrieb. Er vermerkt, dass die etwa 2,0 × 1,0 m messende Nord–Süd orientierte Kammer innerhalb eines ovalen stärker abgepflügten ovalen Hügels von etwa 23,0 × 16,0 m stand. Eine kleine rechteckige Struktur am Nordende kann zu einer zweiten Kammer gehören. Ein Stich von Harry Longueville Jones (1806–1870 – von 1867) zeigt die Zugangsseite mit Pfosten und Deckstein. Die beiden äußeren dargestellten Steine können zum inneren Abschnitt der beiden Hörner gehören.
Fünf Pfosten sind mit scheinbar mittelalterlichen Graffiti, einschließlich einer Harfe und den Jahreszahlen 1312 (in römischen Ziffern) und 1510 versehen. Ein Seitenstein zeigt mindestens acht Kreuze. Ein anderer trägt etwa 60 Karos, Rauten oder Kreuze, diese können nicht prähistorisch sein, da es keine Parallelen gibt.